# Большелугское сельское поселение
Се́льское поселе́ние «Большелугское» (бур. Ехэ Нугын hомон) — муниципальное образование в Кяхтинском районе Бурятии Российской Федерации.
Административный центр — улус Большой Луг.

## История
Статус и границы сельского поселения установлены Законом Республики Бурятия от 31 декабря 2004 года № 985-III «Об установлении границ, образовании и наделении статусом муниципальных образований в Республике Бурятия».
5 мая 2011 года сельские поселения «Большелугское» и «Новодесятниковское» объединены в МО СП «Большелугское».

## Население
| 2002 | 2011 | 2012 | 2013 | 2014 | 2015 | 2016 |
| ---- | ---- | ---- | ---- | ---- | ---- | ---- |
| 1231 | ↘669 | ↗910 | ↘892 | ↘856 | ↘791 | ↘744 |
| 2017 | 2018 | 2019 | 2020 | 2021 | 2023 | 2024 |
| →744 | ↘702 | ↘678 | ↘632 | ↗633 | ↘593 | ↘566 |

## Состав сельского поселения
| № | Населённый пункт | Тип населённого пункта       | Население |
| - | ---------------- | ---------------------------- | --------- |
| 1 | Большой Луг      | улус, административный центр | ↘653      |
| 2 | Новодесятниково  | село                         | ↘270      |
| 3 | Харьяста         | улус                         | ↘18       |